# Число Вайсенберга
Число Вайсенберга ({\displaystyle \mathrm {Wi} } или {\displaystyle \mathrm {We} }) — критерий подобия, характеризующий вязкоупругое течение и выражающийся как соотношение между временем релаксации и сдвиговой скоростью: 
{\displaystyle \mathrm {Wi} =t_{c}{\frac {dv}{dx}},}
где
- {\displaystyle t_{c}} —  характерное время релаксации материала;
- {\displaystyle {\frac {dv}{dx}}} — градиент скорости сдвига.

Хотя число Вайсенберга аналогично числу Деборы и часто путается с ним в технической литературе, они имеют разные физические интерпретации. Число Вайсенберга указывает на степень анизотропии, порождённой деформацией, и подходит для описания потоков с постоянной историей растяжения, такой как простой сдвиг. В противоположность этому, число Деборы должно быть использовано для описания потоков с непостоянной историей растяжения, и физически представляет собой скорость, с которой упругая энергия хранится или высвобождается.
Число Вайсенберга названо в честь австрийского физика Карла Вайсенберга.